# عبد الحميد أبو بكر
عبد الحميد أبو بكر، مهندس مصري، يعد أحد الأذرع الثلاثة التي قادت عملية تأميم قناة السويس بجانب كل من محمود يونس ومحمد عزت عادل، من مواليد 23 سبتمبر 1923، تخرج من كلية الهندسة جامعة القاهرة عام 1948.

## حياته المهنية
- انتخب أثناء فترة الدراسة عضو مجلس إدارة لجنة الطلبة التنفيذية العليا للجامعات والمعاهد العليا والمدارس الثانوية والفنية لحزب الوفد.
- كان أحد زعماء الطلبة الذين قادوا مظاهرات طلبة الجامعة في حادثة كوبري عباس فبراير 1948، وعندما أغلقت الحكومة الكوبري لمنع المظاهرات من الوصول لوسط القاهرة، فتح بعض زملائه الكوبري، وكان ضمن الآلاف اللذين أصيبوا فوق الكوبري.
- بعد حادث كوبري عباس، تكونت لجنة وطنية من جميع كليات الجامعة، وتم انتخابه عضوا في هذه اللجنة، التي تعتبر من أهم اللجان الوطنية في تاريخ الجامعة. كانت له مواقف وطنية كثيرة واعتقل عدة مرات.
- انتخب عضو اتحاد كلية الهندسة عدة مرات.
- انتخب عضوا في اتحاد الكلية عن الخريجين بعد تخرجه.
- عمل ضابط مهندس بالقوات المسلحة العام 1948، واشترك في حرب فلسطين.
- انتدب للعمل بالمكتب الفني في مجلس قيادة الثورة ومجلس الإنتاج والبترول العام 1952.
- أحد المساهمين في تكوين وتدعيم البترول الوطني، وإنشاء الهيئة المصرية لشئون البترول، وهي أول هيئة وطنية في العالم العربي في ذلك الوقت، تتولى شؤون البترول.
- عمل أول سكرتير عام للهيئة المصرية العامة للبترول بعد إنشائها.
- ساهم في إنشاء معمل تكرير حمص في سوريا.
- في يوليو 1956، كان ثاني المهندسين الثلاثة الذين كلفوا بالتحضير لتنفيذ عملية تأميم قناة السويس، وقادوا العملية وأداروا القناة بنجاح.
- كان ثاني أربعة أفراد قادوا عملية تشغيل القناة، في الليلة التي انسحب فيها المرشدون والموظفون الأجانب من القناة في سبتمبر 1956.
- عين سكرتير عام وعضو لمجلس إدارة القناة عقب التأميم، وظل يعمل في خدمتها حتى العام 1964، وخلال تلك المدة اشترك في تنفيذ مشروعات تطوير القناة، وإنشاء الترسانة البحرية والشركات التابعة للهيئة.
- عين أول رئيس لشركة مصر للبترول عام 1964، بعد أن عهدت إليه قيادة عملية تأميم شركة «شل» و«شل للكيماويات»، وإدماجها مع 17 شركة بترول ونقل، واصبح اسمها «شركة مصر للبترول».
- أعير 4 سنوات للعمل في الخارج باليونان وسويسرا.
- أنشأ شركة «بترول الدلتا» عام 1973، وعين رئيسا لها، وهي أول شركة أنتجت الغاز الطبيعي من الحقول المصرية.
- أنشأ شركة الغازات البترولية «بتروجاس» عام 1978، وعين رئيسا لها.
- في عام 1983، أنشأ شركة مشروعات الغاز الطبيعي «إيجيبت جاس» وعين رئيسا لها، ونفذ أضخم مشروع لتوصيل الغاز الطبيعي للمنازل.